# À la table des hommes
À la table des hommes est un roman de Sylvie Germain publié en novembre 2015 aux éditions Albin Michel.

## Résumé
Au début, sur la paille, dans une porcherie, dans un îlot doré qui luit au soleil du matin, une truie allaite ses huit premiers petits, un neuvième n'accède à rien, et le dernier est mort-né. Un long chuintement, une formidable détonation (de grenade ou de roquette). Du désastre de la ferme et dépendances se relèvent péniblement une jeune femme et un porcelet. Elle le recueille, l'allaite, le caresse, lui chante une berceuse (Tout doux, mon petit... doudi dodilou doudila...). Ils fuient en forêt, la jeune femme meurt, le laissant sans abri ni protecteur. Avec une daine rencontrée, ils vagabondent. Un jour de vent contraire, ils se laissent surprendre par les fusils de deux prédateurs humains avec chiens. Une crevaison bienvenue de leur camionnette permet au petit animal de trois mois de s'échapper, et de franchir ensemble sous les balles une rivière et une frontière. Dans un autre village ravagé, il trouve abri et pitance. Les décombres de la grange permettent à un petit groupe (chat tigré, poule borgne, chevrette blanche, jeune corneille et porcelet) de vivre, rassasier leur faim, déjouer la voracité des autres. Il assiste seul, dissimulé en sous-bois, à un massacre d'otages par un commando. Il expérimente l'ivresse avec le vin d'un tonneau percé par des maraudeurs. Puis, dans un taillis, il s'encombre dans le corps d'un garçon blessé : à l'issue d'un combat sexué, il se réveille diminué dans le corps du garçon.
Au petit matin, il est découvert, nu, muet, amnésique, au vieux lavoir, par trois femmes, dont Ghirzal la Vieille, qui présente l'enfant sauvage aux rescapés du village sinistré, et l'héberge dans sa caravane. Chaque matin, la corneille Doudi vient réveiller celui qu'on nomme désormais Babel, qui se sent à l'aise surtout en forêt, particulièrement la nuit. Expert en marche, grapillage, observation d'oiseaux, de bestioles, de plantes (p. 88), à l'unisson du monde, il ramasse fruits et champignons, débusque de petits mammifères. Il rêve d'Harina, d'Izra. La socialisation masculine est une catastrophe : les footballeurs menés par Tomko, 17 ans, organisent un colin-maillard pour casser cet étranger suspect, benêt, fouine/blaireau/putois. Le traumatisme lui fait perdre une grande partie de son odorat, il cherche à compenser par la parole, il exprime son désir d'apprendre à lire et à écrire. La paix  signifie le retour du monde : électricité, téléphone, télévision, officiels, médecins, enquêteurs, journalistes... De cette polyphonie, il s'imagine nager dans un labyrinthe vocal (p. 102).
Un spectacle télévisé de clown fascine Babel.
Il va à la rencontre de Yelnat, cinquante ans, le seul homme rescapé de la rafle, ancien artiste, clown et musicien, sous le nom de Baldo. 
L’excès d'innocence de Babel réveille chez Yelna le souvenir de Little Crunch, un partenaire d'avant, élégant clown blanc, naïf écervelé et froussard (p. 111).
Le lendemain, le village découvre la trace des disparus, le charnier des otages, où poussent les centaurées. Yelna avertit Ghirzal du risque imminent que court Babel : la petite meute des orphelins fous de douleur et de colère (p. 127). Il se charge de l'éloigner de la haine.
Après un long voyage, en bus, en train, en voiture, ponctué de visions colorées (d'un passé antérieur oublié) et le passage de quatre frontières, ils parviennent dans une bâtisse isolée, imposante, Bibliotel, où vit Clovis, un ancien ami de Yelnat, et dont le patron serait son faux jumeau, Rufus. Babel s'épanouit progressivement, il se forme à la librairie de Lucius et à la quincaillerie de Si Bassam : il est né au seuil de l'adolescence nu de corps, de mémoire et d'esprit, et il s'en accommode (p. 197). Dans les apprentissages, il aborde le monde actuel, les indignations des adultes du groupe : crimes contre l'animalité, gigantesques bûchers de vaches folles, procès médiévaux contre les animaux, dont les plus persécutés étaient les porcins (comme cette truie à Falaise en 1386), Dieu... Zelda, avant de partir, a fait de Babel un homme, un Abel (au risque de Caïn). Il habite le pavillon en bois, décoré de portraits du Fayoum, travaille comme jardinier en ménagerie, remarquable pour son empathie pour les animaux : Abel se sent humain et se veut tel, mais il sent battre en lui un sang commun  ,tout être vivant (p. 220).
Après un cri de la corneille, Abel intrigué est soumis à un afflux de souvenirs, chaos de rêve ou crue de mémoire (p. 228), avec pour conséquences un énorme ressac, un évanouissement prolongé, à l'époque des premiers nouveaux naufrages de migrants.
Au soixante-dixième anniversaire des jumeaux, Abel arrive dans sa camionnette avec son chargement de plantes, dont des centaurées, et rien ne se déroule comme prévu... Dans la ménagerie, Abel danse, tourne sur lui-même : il intensifie l'échange entre la nuit et une outre-lumière, entre l'instant présent et l'immémorial (p. 260)...

## Personnages
Dans cette troisième vie, les nouveaux personnages sont, outre Yelnat, devenu chauffeur routier, qui expédie à Babel des photos anciennes de Baldo et son nez rouge, et Doudi de retour :
- Clovis, comptable, rédacteur de carnet libertaires (pour la revue Insoumission) contre parasitisme et prédation, cyniques, violents et salauds,
- Rufus, naufragé, mélancolique, somnambulique, qui trouve dans les apprentissages langagiers de Babel de quoi se réapproprier sa langue, la littérature, la vie, un emploi de vendeur de librairie,
- Zelda, Zonka, la fille inconnue de Clovis, belle, blonde, bien en chair, en formation de cuisine, longtemps en vagabondage culinaire asiatique,
- Lucius, le libraire de livres anciens et d'occasion, qui favorise la création d'un nouveau groupe d'amis, pour des disputations, argumentations, et davantage,
- Liling Kuang, d'origine chinoise, et qui devient l'amie de Rufus,
- Monsieur, le vieil homme, citant souvent le Qohélet,
- Si Bassam, le quincailler, et son épouse Nawal,
- Paloma, la femme rencontrée par Clovis, sur un tango impromptu...

## Accueil
Le public francophone apprécie ce conte intemporel, qui revisite le mythe de l’enfant sauvage : Quand il perdra son caractère fractionné pour se « compacter » il se transformera en Abel (symbole de l’innocence, première victime d’une lutte fratricide). Devenu adulte, il posera un regard sur l’humanité, façonné par sa dualité. Et Dieu dans tout cela ?